# Acacia hockingsii
Acacia hockingsii é uma espécie de leguminosa do gênero Acacia, pertencente à família Fabaceae.